# أوتو برونر
أوتو برونر (بالألمانية: Otto Brunner)‏ (و. 1898 – 1982 م) هو مختص في الدراسات القروسطية ‏، ومؤرخ اجتماعي، ومؤرخ، وأمين الأرشيف، وأستاذ جامعي نمساوي، كان عضوًا في الحزب النازي، توفي في هامبورغ، عن عمر يناهز 84 عاماً.

## التعليم
تعلم في جامعة فيينا.

## جوائز
حصل على جوائز منها:
- Verdun Award  [لغات أخرى]‏ (1941).

## روابط خارجية
- أوتو برونر على موقع مونزينجر (الألمانية)